# Донской (Орловский район)
Донско́й — хутор в Орловском районе Ростовской области.
Входит в состав Донского сельского поселения.

## Население
| 2010 |
| ---- |
| 288  |

## Улицы
| - ул. Запрудная, - ул. Сердечная, - ул. Цветочная, - ул. Южная, | - пер. Вербный, - пер. Зелёный, - пер. Молодёжный, - пер. Славы. |

## Известные уроженцы
- Елисеева, Анна Фёдоровна (1926—2002) — советская колхозница, Герой Социалистического Труда.